# Ouverture spirituelle

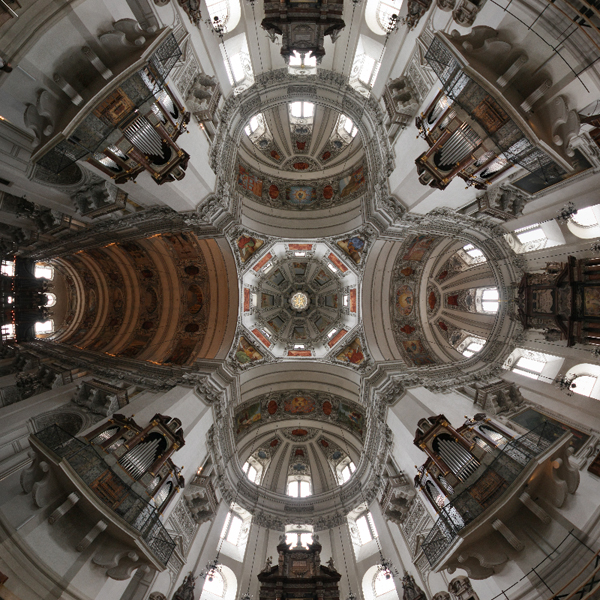
Salzburger Dom

Die Ouverture spirituelle ist die Auftaktwoche der Salzburger Festspiele, die der Sakralmusik und dem Dialog der Religionen gewidmet ist. Das Festival im Festival wurde von Alexander Pereira konzipiert und im Jahr 2012 institutionalisiert.
Die Ouverture spirituelle wird seit 2015 von Florian Wiegand, dem Konzertchef der Festspiele, programmiert.

## Das Konzept
In der Ouverture spirituelle treffen „geistliche Werke aus der Feder katholischer und protestantischer Komponisten jedes Jahr auf solche einer anderen Weltreligion“. Das Programm des Jahres 2012 war dem Dialog mit dem jüdischen Glauben gewidmet, das von 2013 der Auseinandersetzung mit dem Buddhismus. 2014 folgt die Begegnung mit dem Islam. "Ich dachte, dass diese Stadt mit ihrer Tradition, ihren Kirchen und mit der Festspielidee einen besinnlicheren Anfang gut vertragen könnte", so Intendant Pereira bei der Präsentation des Vorhabens. Alljährlich erfolgt der Auftakt der Reihe zwischen 18. und 20. Juli mit Haydns Schöpfung – 2012 mit den English Baroque Soloists und dem Monteverdi Choir, dirigiert von Sir John Eliot Gardiner, 2013 mit dem Concentus Musicus Wien und dem Arnold Schoenberg Chor, dirigiert von Nikolaus Harnoncourt, 2014 mit dem Chor und dem Symphonieorchester des Bayerischen Rundfunks, dirigiert von Bernard Haitink.
Das Konzept beruht auf zwei Pfeilern: Einerseits die jahrhundertealte Tradition der Sakralmusik in der Fürsterzbischöflichen Residenzstadt Salzburg, die von den Salzburger Festspielen bereits seit 1927 – mit der ersten Aufführung von Mozarts Großer Messe in c-Moll KV 417a – fortgeführt wurde. Seither werden in Salzburg regelmäßig alle großen Messen und Oratorien – von Bach, Beethoven, Berlioz, Brahms, Britten, Bruckner, Händel, Haydn, Ligeti, Mozart, Palestrina, Pergolesi, Rossini, Schubert, Strawinsky und Verdi – gegeben. Die c-Moll-Messe von Mozart wird seit 1950 alljährlich in der Stiftskirche St. Peter gespielt.
Zweiter Pfeiler ist der Dialog der Religionen, Salzburgs Beitrag zur Völkerverständigung, der nicht nur musikalisch, sondern auch in Disputationes – beispielsweise von Kardinal Christoph Schönborn mit Rabbiner Arthur Schneier – erfolgt. Unterstrichen wird dieser Ansatz durch Auftragswerke: 2012 gelangte ein Werk von Johannes Maria Staud zur Uraufführung, Infin che'l mar fu sovra noi richiuso, das sich auf Grundlage eines Dante-Textes mit christlich-jüdischem Gedankengut auseinandersetzte. 2014 präsentieren die Festspiele zwei Uraufführungen, jeweils eine von Hossam Mahmoud und Samir Odeh-Tamimi. Beide Chorwerke sind dem Leben, Werk und Sterben des persischen Märtyrers Abū l-Mughīth al-Husain ibn Mansūr al-Hallādsch (857–922) gewidmet und beruhen auf Begleitung durch westliche Instrumente.
Unterstützt wird die Ouverture spirituelle vom Herbert-Batliner-Europainstitut.

## Das Programm
| Jahr | Salzburger Barockkirchen | Festspielhäuser | Mozarteum |
| ---- | --- | --- | --- |
| 2012 | - A cappella - Mozarts c-Moll-Messe - Mozarts Missa longa in C und Litaniae (Dom) | - Haydns Die Schöpfung - Sheriffs Mechaye Hametim - Blochs Avodath Hakodesh - Bruckners Te Deum - Schuberts Messe Es-Dur - Strawinskis Psalmensinfonie | - Händels Der Messias - Dvořáks Messe D-Dur - Mozarts Die Schuldigkeit des ersten Gebots                                                                         |
| 2013 | - Buddhistische Ritualgesänge - New Seeds of Contemplation - Shōmyō und Gregorianik - Japan: Von der Tradition in die Moderne - Mozarts c-Moll-Messe | - Haydns Die Schöpfung - Mahlers 8. Symphonie - Haydns Die Jahreszeiten - Braunfels’ Jeanne d’Arc                                                      | - Mozarts Requiem - Hindemiths Marienleben - Nachtwache (A-cappella-Chöre der Romantik) - Messiaens Visions de l'Amen - Mozarts Kirchensonaten C-Dur KV 278, 329 |
| 2014 | - Al-Tariqa Al-Gazoulia: Sufi-Gesänge (zwei Abende) - Hossam Mahmouds Seelenfäden U - Monteverdis Marienvesper (Dom) - Mozarts c-Moll-Messe - Mozarts Spatzenmesse - Samir Odeh-Tamimis Al-Hallağ U - Rameau und Mondonville: Motetten - Jordi Savalls Bal-Kan: Honig und Blut                                                   | - Bruckners Te Deum - Händels Dixit Dominus - Händels Israel in Egypt - Haydns Die Schöpfung - Mozarts drei letzte Symphonien - Regers Requiem         | - Bachs Das wohltemperierte Klavier - Johann Michael Haydns Franziskus-Messe - Mozarts Krönungsmesse                                                             |
|      | | | |
| 2015 | - Bachs h-Moll-Messe - Bachs Musikalisches Opfer - Hinduismus I: Kutiyattam - Hinduismus II: Dhrupad - Hinduismus III: Khyal - Hinduismus IV: Bharatanatyam - Hinduismus V: Morgen-Ragas - Francisco Javier: La Ruta de Oriente - Lachrimae: Barocke Sakralmusik - Mozarts c-Moll-Messe - Palestrinas Missa, Motetten, Ricercari | - Beethovens Missa solemnis - Bruckners Messe Nr. 3 in f-Moll - Haydns Die Schöpfung - Schuberts Lazarus                                               | - Invoctations: Werke von Bach, Liszt, Messiaen, Murail und Ravel - Schuberts Messe Nr. 5 As-Dur                                                                 |
| 2016 | - Geistliche Chormusik aus Russland - Marienhymnen aus dem Orient | - Beethovens Neunte - Händels Belshazzar - Haydns Die Schöpfung                                                                                        | - Honeggers Symphonie liturgique - Strawinskis Psalmensinfonie                                                                                                   |

## Die Interpreten
Der Salzburger Festspielstandard verlangt nach den jeweils weltbesten Interpreten des jeweiligen Genres. Allein die Auswahl der Dirigenten der ersten Spielzeit – Claudio Abbado, Ivor Bolton, Laurence Equilbey, John Eliot Gardiner, Valery Gergiev, Christopher Hogwood, Zubin Mehta und Nikolaus Harnoncourt – stellt den Ehrgeiz des Unternehmens unter Beweis. Neben den Wiener Philharmonikern und dem Mozarteumorchester spielten der Concentus Musicus Wien, das Orchestra Mozart Bologna, die English Baroque Soloists, das Israel Philharmonic Orchestra und die Camerata Salzburg. Es sangen der Wiener Staatsopernchor, der Arnold Schoenberg Chor, der Dresdner Kammerchor, der Collegiate Chorale, der Monteverdi Choir, der Chor Accentus, sowie der Salzburger Festspiele und Theater Kinderchor.
Als Gesangssolisten traten 2012 unter anderem die Soprane Lucy Crowe, Rachel Harnisch, Malin Hartelius, Roberta Invernizzi, Martina Janková, Christiane Karg, Anna Prohaska und Krassimira Stoyanova, die Mezzosopranistin Vesselina Kasarova, die Tenöre Javier Camarena, Norbert Ernst, Carl Hieger, Roberto Saccà und Michael Schade, sowie die Baritone und Bässe Florian Boesch, Thomas Hampson, Andreas Hörl, Yuyani Mlinde und Michael Volle im Rahmen der Ouverture spirituelle auf.
Der hohe Qualitätsanspruch wurde in den Programmen der folgenden Jahre nahtlos fortgesetzt.

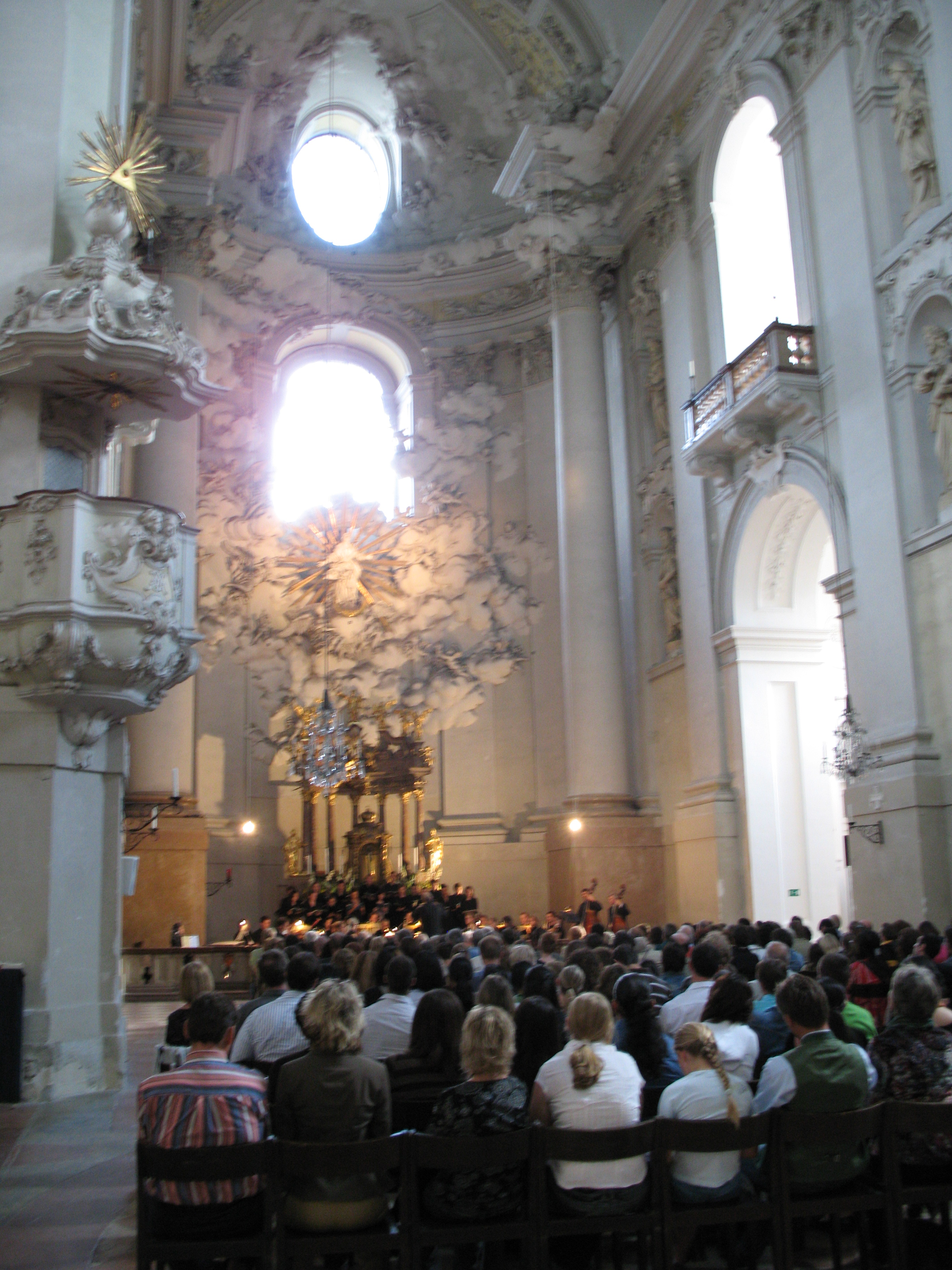
Kollegienkirche

## Die Spielstätten
Die Ouverture spirituelle nutzt das breite Spektrum der Salzburger Bühnen, Konzertsäle und Barockkirchen optimal. Mozarts c-Moll-Messe wird seit 1950 alljährlich in der Stiftskirche St. Peter aufgeführt. Der Salzburger Dom steht nur selten – zum Beispiel für Monteverdis Marienvesper, Mozarts Missa longa in C KV 262 und seine Litaniae de venerabili altaris sacramento KV 243 – zur Verfügung. Hingegen kann die Kollegien- oder Universitätskirche für ein breites Spektrum von Sakralmusik auch anderer Religionen genutzt werden.
Das Haus für Mozart und das Große Festspielhaus eignen sich aufgrund hervorragender Akustik, die Felsenreitschule aufgrund der malerischen Kulisse für Konzerte geistlicher Musik. Im Großen Haus werden insbesondere imposante Chor/Orchesterwerke – wie Bruckners Te Deum, Mahlers Achte oder Strawinskis Psalmensinfonie – aufgeführt.
Den passenden Rahmen für kleinere Sakralwerke, Klavierabende, Liederabende und a-cappella-Konzerte bietet der große Saal des Mozarteums.